# Сеїд Корач
Сеїд Корач (серб. кир.: Сеид Кораћ; нар. 20 жовтня 2001, Нідеркорн) — люксембурзький футболіст сербського походження, захисник сербського клубу «Воєводина» та національної збірної Люксембургу.

## Клубна кар'єра
Едвін Муратович народився 2001 року в місті Нідеркорн. Займався в юнацьких командах футбольних клубів «Оберкорн», Роданж 91 та «Нюрнберг». У дорослому футболі дебютував 2017 року у складі команди «Роданж 91».
У 2019 році потрапив до клубу «Нюрнберг» але виступав суто за команду U-19. Згодом виступав за другу команду «Нюрнберга» в Регіоналлізі.
11 серпня 2011 року Корач уклав угоду з данським клубом «Есб'єрг» до кінця 2024 року. 24 серпня 2022 року на правах оренди перейшов до кіпрського клубу «Акрітас Хлоракас». У січні 2023 року перейшов до шведського клубу «Дегерфорс».
31 січня 2024 року, Корач перейшов до сербської команди «Воєводина».

## Виступи за збірні
Протягом 2017—2019 років Сеїд вситупав за різноманітні юнацькі збірні Люксембургу: U-17, U-18 та U-19.
З 2019 по 2021 роки Корач грав у складі молодіжної збірної Люксембургу. На молодіжному рівні зіграв у 8 офіційних матчах, забив 1 гол.
У 2020 року Корач дебютував у складі національної збірної Люксембургу. 18 листопада 2024 року він забив перший гол у складі національної збірної Люксембургу в матчі проти збірної Північної Ірландії. Загалом станом на 18 листопада 2024 року зіграв у складі люксембурзької збірної 10 матчів, у яких відзначився 1 забитим м'ячем.

## Особисте життя
Корач є босняком сербського походження та має сербський паспорт.